# Glyphomitrium crispatum
Glyphomitrium crispatum là một loài rêu trong họ Ptychomitriaceae. Loài này được (Hedw.) Brid. mô tả khoa học đầu tiên năm 1819.